# Macrobiotus kirghizicus
Macrobiotus kirghizicus är en djurart som tillhör fylumet trögkrypare, och som beskrevs av Denis Tumanov 2005. Macrobiotus kirghizicus ingår i släktet Macrobiotus och familjen Macrobiotidae. Inga underarter finns listade i Catalogue of Life.